# Ole Nafstad
Ole Nafstad, né le 20 février 1946 à Bærum, est un rameur d'aviron norvégien. 

## Carrière
Ole Nafstad participe aux Jeux olympiques de 1976 à Montréal et remporte la médaille d'argent avec le quatre sans barreur norvégien composé de Finn Tveter, Arne Bergodd et Rolf Andreassen.